# Vaidila
Vaidila (ejecutado en 1381) fue un favorito y cuñado de Jogaila, Gran Duque de Lituania. Las Crónicas Lituanas presentan a Vaidila como un ayudante de cocina que fue subiendo hasta entrar en la nobleza tras casarse con la hermana de Jogaila, María, en 1379. Sin embargo su retrato fue objeto de propaganda poco fiable para desacreditarle como oponente político. Los Caballeros Teutónicos mencionan al boyardo Vaidila como gobernante de Wegebeticht (se cree que estaba cerca de Deltuva) y Wayteldorff (Dubrowo, al norte de Lida).
La Crónica Lituana le culpa a él y a Uliana de Tver, la madre de Jogaila, de iniciar el Tratado de Dovydiškės, que causó la Guerra Civil Lituana (1381-84). La Crónica estipula que Vaidila tenía una afrenta personal contra  Kęstutis, que no reconocía su nuevo estatus de noble. Por sus servicios negociando la paz entre Jogaila y la Orden, los Caballeros le regalaron a Vaidila algo de tierra en la frontera livona-Samogitia y quizás dos hufen (unidad histórica de tierra en Alemania) de tierra cerca de Ragnit. Cuando Kęstutis tomó el poder brevemente durante la guerra civil, Vaidila fue colgado. jogaila vengó su muerte ejecutando a Vidimantas y su hijo Butrimas, parientes de Birutė, esposa de Kęstutis. Después de la muerte de Vaidila, María se casó con David de Gorodets.
Si Vaidila era realmente un campesino de bajo rango, sería el más impactante ejemplo de movilidad social dentro de las clases lituanas. Sería el único duque lituano que se casara con una hija de un gobernante gedimínida. Este matrimonio podría indicar que Jogaila necesitaba alianzas domésticas para mantener su trono después de que su padre Algirdas muriera en 1377 y su hermanastro mayor Andréi de Pólotsk disputó su última voluntad.